# Félix de Alcalá
Pour les articles homonymes, voir Alcalá.
Félix de Alcalá (Né à Alcalá de Henares en 830 - Mort à Cordoue, 14 juin 853) est un moine bénédictin mozarabe du IXe siècle martyrisé à Cordoue. Il appartient au groupe dit des martyrs de Cordoue.

## Biographie
Né à Alcalá de Henares vers l'an 830, ses parents étaient musulmans originaires d'Afrique du Nord (de Getulia en Libye actuelle) et installés dans les Asturies. Adulte il choisit de se faire chrétien pour d'entrer dans l'Ordre bénédictin et y vivre la vie monastique. Jeune moine il est chargé avec ses frères de soutenir et promouvoir la vie monastique dans les Asturies, en Galice et en Aragon avant d'être envoyé renforcer le monastère bénédictin Saint-Just et Pasteur situé à la périphérie de Cordoue.
Il arrive à Cordoue au plus mauvais moment. Mohamed Ier, émir omeyyade de Cordoue en 823 décide de se lancer dans la même entreprise de conversion à l'Islam des chrétiens de son père Abd al-Rahman II mettant fin à la coexistence pacifique existant entre chrétiens et musulmans dans la région. Félix étant converti de l'Islam est d'autant plus menacé. Ayant à plusieurs reprises et ouvertement réfuté ce qu'il considérait être les erreurs du Coran, il est arrêté et mis à mort.

## Sa vénération
En 1075, un certain Fernán Gómez (comte de Carrión) achète au sultan de Cordoue les reliques du saint et les fait conserver au monastère Saint-Zoïle à Carrión de los Condes (province de Palencia).
Le 29 décembre 1606, le cardinal Bernardo de Sandoval y Rojas, avec l'aide du roi Felipe III, obtient que les reliques reviennent à Alcalá de Henares. Le 9 janvier 1607, les reliques sont déposées dans la crypte de sa cathédrale-magistrale, où elles continuent d'être vénérées.
Il fait partie des saints martyrs cités dans une épigraphie gravée sur une colonne romaine réutilisée dans la chapelle des Saints Martyrs de  Medina-Sidonia (province de Cadix, Andalousie) en Espagne, Selon l'inscription, des reliques de plusieurs saints, dont Félix de Alcalá, y auraient été déposées.
Félix de Alcalá est fêté le 14 juin.

### Articles annexes
- Martyrs de Cordoue